# Harusame (Schiff, 1937)
Die Harusame (japanisch 春雨 ‚Frühlingsregen‘) war ein Zerstörer der Shiratsuyu-Klasse der Kaiserlich Japanischen Marine. Sie wurde 1937 in Dienst gestellt und nahm am Zweiten Japanisch-Chinesischen Krieg sowie am Zweiten Weltkrieg teil. Das Schiff wurde am 8. August 1944 nordwestlich von Manokwari im Westen Neuguineas durch Fliegerbomben versenkt.

## Geschichte

### Planung und Bau
Die Shiratsuyu-Klasse entstand durch Weiterentwicklung der im Rahmen des 1. Kreis-Bauprogramms („Maru 1 Keikaku“) von 1931 georderten Hatsuharu-Klasse. Die Weiterentwicklung wurde notwendig, da in der Folge des Tomozuru-Zwischenfalls am 12. März 1934 die Stabilität der beiden bereits in Dienst stehen Schiffe Shiratsuyu und Shigure als mangelhaft angesehen wurde. Entsprechend wurde die Konstruktion abgeändert und die folgenden Schiffe als eigene Klasse geführt. Die Harusame war demnach das sechste Schiff dieser Klasse, zu denen im Rahmen des 2. Bauprogramm („Maru 2 Keikaku“) von 1934 noch vier weitere geordert wurden, womit die Klasse nun zehn Einheiten umfasste.
Im Unterschied zur Hatsuharu-Klasse hatten die Schiffe der Shiratsuyu-Klasse geringere Maße, aber einen größeren Tiefgang, weiterhin waren die Dreifachtorpedorohrsätze durch Vierfachsätze ersetzt worden.
Die Harusame, gebaut auf der Uraga Senkyo in Yokosuka, wurde am 3. Februar 1935 auf Kiel gelegt, am 21. September 1935 fand der Stapellauf statt und die Indienststellung erfolgte am 26. August 1937. Der Zerstörer wurde der 4. Zerstörerdivision des 2. Zerstörergeschwaders innerhalb der japanischen 2. Flotte zugeteilt.

### Zweiter Weltkrieg
Zur Zeit des japanischen Angriffes auf Pearl Harbor war die Harusame mit der 4. Zerstörerschwadron Teil der Invasionsstreitkräfte, die sich für die Invasion auf den Philippinen auf der japanischen Marinebasis Mako auf Formosa gruppierten. Anschließend sicherte das Schiff die japanischen Landungen in Vigan und im Golf von Lingayen. Ab Januar 1942 nahm Harusame an der Japanischen Invasion Javas teil, war an den Landungen auf Tarakan, Balikpapan und Ostjava beteiligt und nahm an der Schlacht in der Javasee teil. Im März und April war die Harusame in der Subic-Bucht stationiert, von wo aus sie die Invasion von Cebu und die Abriegelung der Manilabucht auf den Philippinen unterstützte. Im Mai kehrte sie zur Reparatur zur Yokosuka Marinewerft zurück.
Während der Schlacht um Midway am 4. und 6. Juni war die Harusame Teil der später zurückbeorderten Flotte zur Eroberung Midways unter Admiral Kondō Nobutake. Im Juli 1942 reiste die Harusame über Singapur und Sabang nach Mergui, um von dort aus japanische Offensivaktionen im Indischen Ozean zu unterstützen. Die Operation wurde allerdings wegen der amerikanischen Landung auf Guadalcanal abgesagt und das Schiff reiste bis zum 21. August auf die Truk-Inseln.
Während der Schlacht bei den Ost-Salomonen am 24. August war sie Teil der Geleitschiffe für das Schlachtschiff Mutsu, und während des größten Teils des Septembers war sie Geleit für den Wasserflugzeugträger Kunikawa Maru, der die Salomonen und die Santa-Cruz-Inseln nach einer möglichen Basis erkundete.
Von Oktober bis Mitte November 1942 wurde die Harusame im Rahmen des sog. „Tokyo Express“ als Sicherungsschiff für nächtliche Hochgeschwindigkeitstransporte von Truppen und Nachschub vom südlichen Bougainville und den Shortland-Inseln zum Kap Esperance auf Guadalcanal eingesetzt und nahm am 26. Oktober unter Admiral Takeo Kurita kurz an der Schlacht bei den Santa-Cruz-Inseln teil. Während der Seeschlacht von Guadalcanal in der Nacht vom 12. auf den 13. November 1942 verursachte die Harusame bei einem Artillerieduell angeblich schwere Schäden auf einem alliierten Kreuzer. Anfang Dezember kehrte sie erneut zur Reparatur nach Yokosuka zurück.

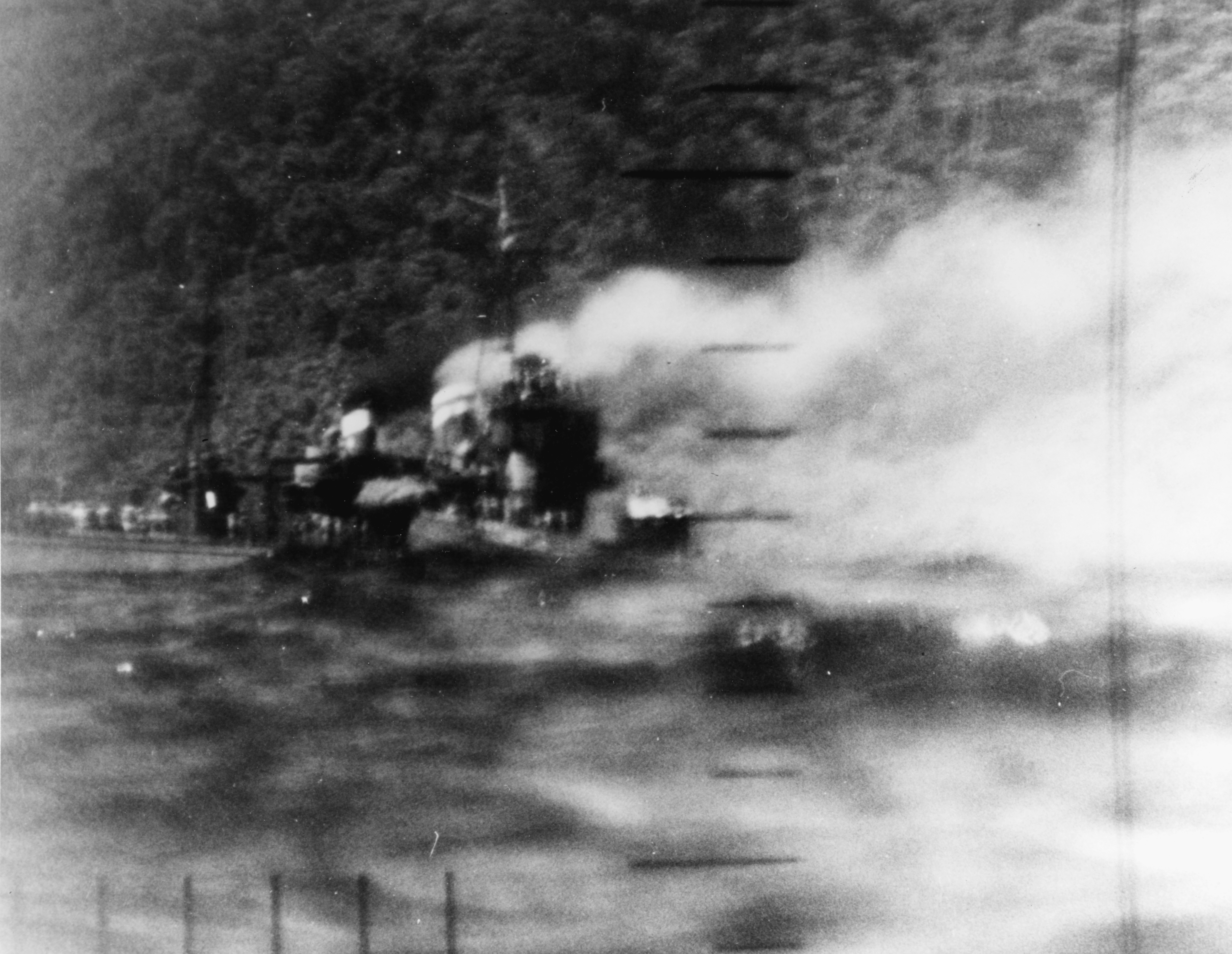
Harusame während des Torpedoangriffs durch Wahoo nahe Wewak am 24. Januar 1943.

Im Januar 1943 kehrte die Harusame mit dem Truppenschiff Asama Maru nach Truk zurück und fuhr weiter nach Wewak, um die Transportroute nach Kavieng wieder aufzunehmen. Am 24. Januar wurde das Schiff vom amerikanischen U-Boot Wahoo torpediert und wurde von ihrer Besatzung in seichtem Wasser auf Grund gesetzt, um das Sinken zu verhindern. Anschließend wurde der Zerstörer von Bergungsmannschaften geborgen, kehrte Ende Februar für Notfallreparaturen nach Truk zurück und wurde Ende Mai für weitere Reparaturen nach Yokosuka verlegt. In der dortigen Werft wurde ein Geschützturm entfernt und durch zwei zusätzliche Fla-Geschütze vom Typ 96 ersetzt. Ende November wurde das Schiff reaktiviert und kehrte am 11. Januar 1944 nach Truk zurück.
Bis Mitte Februar eskortierte Harusame Tankerkonvois von Tarakan und Balikpapan nach Truk. Dort wurde sie bei einem Luftangriff während der Operation Hailstone von Flugzeugen der US Navy am 17. Februar durch Nahtreffer geringfügig beschädigt. Zwei Besatzungsmitglieder wurden hierbei getötet. Noch am gleichen Tag verließ das Schiff die Truk-Inseln, um bis zum 19. Februar nach Palau verlegt zu werden. Von dort patrouillierte das Schiff bis Ende März. Im April und Mai führte sie Gegleitaufgaben zwischen Davao und Lingga und Tawi-Tawi durch. Am 2. Juni 1944 verließ der Zerstörer Davao als Begleitschiff eines Truppenkonvois nach Biak. Die Mission wurde jedoch abgebrochen, als die Schiffe von US-Flugzeugen entdeckt wurden. Das Geleit wurde in der Folge nach Sorong auf der Vogelkop-Halbinsel umgeleitet, was am 4. Juni 1944 erreicht wurde.

### Verlust des Schiffes
Am 8. Juni befand sich die Harusame erneut auf dem Weg nach Biak. Auf dieser Fahrt wurde das Schiff etwa 48 km nordwestlich von Manokwari von B-25-Bombern der USAAF auf Position 0° 5′ S, 132° 45′ O angegriffen und versenkt. 74 Besatzungsmitglieder wurden bei dem Angriff getötet, darunter auch der Kommandeur der Zerstörerschwadron Kapitän zur See Masashichi Shirahama.
Am 10. August 1944 erfolgte die Streichung des Schiffes aus dem Marineregister.

## Name
Die Harusame war nach dem Torpedobootzerstörer gleichen Namens der gleichnamigen Klasse, welcher von Juni 1903 bis August 1926 in Dienst stand, das zweite Kriegsschiff einer japanischen Marine, welches diesen Namen trug.